# Żukowo
Żukowo là một thị trấn thuộc huyện Kartuski, tỉnh Pomorskie ở bắc Ba Lan. Thị trấn có diện tích 5 km². Đến ngày 1 tháng 1 năm 2011, dân số của thị trấn là 6519 người và mật độ 1378 người/km².